# 齐格蒙特钟
齐格蒙特钟（波蘭語：Królewski Dzwon Zygmunt）是波兰克拉科夫瓦维尔山圣达尼老圣文策老圣殿总主教座堂齐格蒙特钟楼内悬挂的五口钟中最大的一口，于1520年由汉斯·贝亨铸造，以委托制作它的波兰国王齐格蒙特一世命名。该钟重约13吨（2.8万磅），需要12个敲钟人才能敲响。它。它在特殊场合敲响，主要是宗教和国家节日，被视为波兰的国家象征之一

## 上次響起
近年來，齊格蒙特鐘聲在克拉科夫和波蘭的重要時刻敲響，其中包括：
- 2021 年 9 月 2 日 - 在瓦維爾大教堂的院長 Fr. 去世後。 茲齊斯瓦夫·索哈奇
- 2022 年 3 月 6 日 - 支持戰鬥的烏克蘭的鐘聲響起
- 2022 年 12 月 31 日 - 本篤十六世逝世後
- 2023 年 1 月 5 日 - 在梵蒂岡本篤十六世的葬禮上[4]